# Harcban élve
A Harcban élve (Homefront) 2013-as amerikai akció-thriller, melyet Gary Fleder rendezett, Chuck Logan azonos című regénye alapján. A forgatókönyvet Sylvester Stallone írta, a film főszereplője Jason Statham, James Franco, Winona Ryder és Kate Bosworth. A forgatást 2012. október 1-én kezdték el New Orleansban.
A filmet 2013. november 27-én mutatták be az Amerikai Egyesült Államokban. Magyarországon november 28-án kezdték vetíteni a mozikban. DVD-n 2014. március 11-én jelent meg.
A Metacritic oldalán a film értékelése 40% a 100-ból, ami 35 véleményen alapul. A Rotten Tomatoeson a Harcban élve 42%-os minősítést tart, 105 értékelés alapján.
A film egy volt DEA ügynökről, Phil Brokerről (Jason Statham) szól, aki tízéves lányával egy kisvárosba költözik, hogy új életet kezdjen. Ám Phil nemsokára családjával együtt életveszélyes helyzetbe kerül, miután összeütközésbe keveredik a helyi könyörtelen drogbáróval (James Franco).

## Cselekménye
|  | Alább a cselekmény részletei következnek! |

Shreveport (Louisiana): Phil Broker DEA ügynök (Jason Statham) egy Danny T (Chuck Zito) által vezetett motorosbandába beépül. A motorosok elmennek az egyik helyi bárba, ahol metamfetamint főznek. Hamarosan a DEA megtámadja a bárt és Brokerről is kiderül, hogy közülük való, majd nagy lövöldözés alakul ki, mialatt Danny T és a fia, Jojo menekül. Broker elkezdi üldözni őket, és sikeresen letartóztatják Danny T-t, viszont Jojo öngyilkosságot követ el a rendőrökkel szemben. A feldühödött Danny T, amikor szállítják a börtön felé, bosszút esküszik Brokernak a fia halála miatt. Brokert zavarja a dolog, ezért feladja a munkáját.
Két évvel később Broker és lánya, Maddy (Izabela Vidovic) egy kisvárosba költözik, ahol Maddy elhunyt édesanyja nőtt fel. Broker munkát ad egyik barátjának, Teedónak (Omar Benson Miller). Egy nap, miközben Maddy játszik az iskolaudvaron, egy Teddy Klum nevű osztálytársa elkezd kötözködni vele; A sapkáját elveszi, viccelődik vele, majd ellöki őt a földre. A lány kétszer kéri vissza udvariasan a sapkáját, de amiért a fiú nem értett a szóból, Maddy beleüt egyet a hasába és arcba rúgja, melytől betörik az orra. Brokert és Teddy szüleit behívatja az iskolába Susan tanárnő (Rachelle Lefevre). Susan elmondja Brokernak, hogy Teddy egy különleges igényű gyerek, miközben a szülei, Cassie (Kate Bosworth) és Jimmy (Marcus Hester), egy maréknyit sem törődik vele. Broker elmondja a tanárnőnek, hogy Maddyt őt tanította önvédelemre. A helyi seriff (Clancy Brown) megérkezik, és megpróbálja fenntartani a békét. Cassie azt mondja Jimmynek, hogy üsse meg Brokert, de Broker védekezik, mellyel elnyeri a tanárok, a városiak és a seriff figyelmét. Susan arra figyelmezteti Brokert, hogy a lányával legyenek óvatosak. Eközben a drogdíler, Gator Bodine (James Franco) rajtakap néhány tizenévest az ő üzleti területén bandázni. Azon az éjszakán Cassie, aki Gator nővére, elmegy a házához és arra kéri őt, hogy ijesszen rá Brokerre. A nőről az is kiderül, hogy súlyos kábítószer-függőségben szenved, és Gator a fő beszerzője.
Néhány nappal később Brokert a benzinkútnál megközelíti és megfenyegeti Gator két embere (Stuart Greer és Owen Harn), akiket közelharcban sikeresen legyőz. A seriff később megállítja őt az úton, és megkérdezi tőle, hogy "mi történt?". Broker azt válaszolja neki, hogy "nincs miről beszélni", mivel nem csinált semmit az önvédelmen kívül. A seriff azt mondja neki, hogy rajta tartja a szemét, majd elhajt. A következő napon, miközben Broker lovagol Maddyvel, Gator betör Broker házába és ellopja Maddy kismacskáját és az egyik plüssállatát. Keresgél Broker személyes iratai között és rátalál egy fájlra, melyben a beépített Broker fotója van és elviszi. Ezután végigfut az aktán, és Gator rájön, hogy Broker felelős Danny T letartóztatásáért. Ő és a barátnője, Sheryl (Winona Ryder) továbbítják az információt Danny-ről, majd elküldik a bandájuk egy részének, hogy öljék meg Brokert. Később a háza körül brutális harc veszi kezdetét, melynek során Teedo-t lelövik, Maddy-t pedig elrabolják.
Sheryl elviszi Gator területére Maddyt, ami miatt feldühödik. Közben Cassie megérkezik házához, és elmondja Gatornak, hogy a hírek szerint köze van a lövöldözéshez és az emberrabláshoz. Amikor rájön, hogy Gator rabolta el Maddyt, akaratlanul felkapcsolja a raktár villanyát, melytől lángokba borul Gator eddigi összes drogja, amit döbbenten néz végig. Gator véletlenül hasba lövi Cassie-t, mikor próbálja megmenteni a lányt. Broker megérkezik a helyszínre, de Gator elmenekül Maddyvel. Egészen egy hídig kezdi el hajszolni, melyet a seriff időközben elforgattat. Amikor Broker autója felborul a hídon, Gator megpróbálja őt lelőni, de a lányának sikerül elvonnia a figyelmét, így Broker könnyedén kiüti. Mielőtt úgy dönt, hogy Gatort fejbe lövi, észreveszi a lánya lehangolt arcát, ezért úgy dönt, hogy megkíméli Gator életét, azt mondván neki, hogy most mentették meg az életét. Ezt követően Sherylt és Gatort letartóztatják, míg Teedót és Cassie-t beviszik a kórházba kezelni.
Broker meglátogatja a meglepődött Danny T-t a börtönben, azt mondván neki, hogy "várni" fogja odakinn. 
|  | Itt a vége a cselekmény részletezésének! |

## Szereplők
| Színész             | Szerep                | Magyar hang         | Magyar hang           |
| Színész             | Szerep                | 1. szinkron (2014)  | 2. szinkron (2014-15) |
| ------------------- | --------------------- | ------------------- | --------------------- |
| Jason Statham       | Phil Broker           | Epres Attila        | Epres Attila          |
| James Franco        | Morgan 'Gator' Bodine | Varga Gábor         | Varga Gábor           |
| Winona Ryder        | Sheryl Gott           | Zakariás Éva        | Zakariás Éva          |
| Kate Bosworth       | Cassie Bodine         | Solecki Janka       | Solecki Janka         |
| Rachelle Lefevre    | Susan Hetch           | Kiss Virág Magdolna | Németh Borbála        |
| Omar Benson Miller  | Teedo                 | Láng Balázs         | Szabó Máté            |
| Clancy Brown        | Keith Rodrigue seriff | Vass Gábor          | Vass Gábor            |
| Frank Grillo        | Cyrus Hanks           | Maday Gábor         | Maday Gábor           |
| Pruitt Taylor Vince | Werks                 | Bácskai János       | Bácskai János         |
| Chuck Zito          | Danny "T" Turrie      | Bolla Róbert        | Bolla Róbert          |
| Stuart Greer        | Lewis                 | Katona Zoltán       | Katona Zoltán         |
| Izabela Vidovic     | Maddy Broker          | Boldog Emese        | N/A                   |
| Marcus Hester       | Jimmy Klum            | Karácsonyi Zoltán   | Dányi Krisztián       |
| Lance E. Nichols    | Ronnie, DEA-ügynök    | Ujlaki Dénes        | Csuha Lajos           |